# Großer Preis von Italien 2016
Der Große Preis von Italien 2016 (offiziell Formula 1 Gran Premio Heineken d’Italia 2016) fand am 4. September auf dem Autodromo Nazionale di Monza in Monza statt und war das 14. Rennen der Formel-1-Weltmeisterschaft 2016.

## Bericht

### Hintergründe
Nach dem Großen Preis von Belgien führte Lewis Hamilton in der Fahrerwertung mit neun Punkten vor Nico Rosberg und mit 81 Punkten vor Daniel Ricciardo. In der Konstrukteurswertung führte Mercedes mit 181 Punkten vor Red Bull und mit 203 Punkten vor Ferrari.
Beim Großen Preis von Italien stellte Pirelli den Fahrern die Reifenmischungen P Zero Medium (weiß), P Zero Soft (gelb) und P Zero Supersoft (rot) sowie für Nässe Cinturato Intermediates (grün) und Cinturato Full-Wets (blau) zur Verfügung.
Im Vergleich zum Vorjahr gab es nur eine Veränderung an der Strecke: Die Auslaufzone der Curva del Vialone wurde asphaltiert.
Es gab zwei DRS-Zonen, die im Vergleich zum Vorjahr unverändert blieben. Die erste Zone lag hinter der zweiten Curva di Lesmos, der Messpunkt befand sich 95 Meter vor der Kurve. Der Messpunkt für die zweite Zone befand sich 20 Meter vor der Curva Parabolica, die DRS-Zone war auf der Start-Ziel-Geraden und begann 115 Meter hinter der Ziellinie.
Esteban Gutiérrez, Daniil Kwjat, Kimi Räikkönen (jeweils fünf), Valtteri Bottas, Marcus Ericsson, Nico Hülkenberg, Felipe Nasr, Rosberg, Pascal Wehrlein (jeweils vier), Max Verstappen (drei), Fernando Alonso, Romain Grosjean, Jolyon Palmer und Sebastian Vettel (jeweils zwei) gingen mit Strafpunkten ins Rennwochenende.
Ferrari und Haas setzten bei diesem Grand Prix erstmals eine weiterentwickelte Antriebseinheit ein, hierfür verwendete Ferrari die drei letzten zur Verfügung stehenden Token. Ferrari war somit der erste Motorenhersteller, der seine Token für die Saison aufgebraucht hatte.
Mit Vettel, Hamilton (jeweils dreimal) und Alonso (zweimal) traten drei ehemalige Sieger zu diesem Grand Prix an.
Als Rennkommissare fungierten José Abed (MEX), Garry Connelly (AUS), Tom Kristensen (DEN) und Paolo Longoni (ITA).

### Training
Rosberg fuhr im ersten freien Training in 1:22,959 Minuten die Bestzeit vor Hamilton und Räikkönen. Jenson Button, Pérez und Verstappen testeten bei diesem Training erneut das Halo-System.
Im zweiten freien Training war Hamilton in 1:22,801 Minuten Schnellster vor Rosberg und Vettel.
Im dritten freien Training war Hamilton in 1:22,008 Minuten erneut Schnellster vor Rosberg und Vettel. Grosjean drehte sich und schlug in die Streckenbegrenzung ein, an seinem Haas musste anschließend das Getriebe gewechselt werden.

### Qualifying
Das Qualifying bestand aus drei Teilen mit einer Nettolaufzeit von 45 Minuten. Im ersten Qualifying-Segment (Q1) hatten die Fahrer 18 Minuten Zeit, um sich für das Rennen zu qualifizieren. Alle Fahrer, die im ersten Abschnitt eine Zeit erzielten, die maximal 107 Prozent der schnellsten Rundenzeit betrug, qualifizierten sich für den Grand Prix. Die besten 16 Fahrer erreichten den nächsten Teil. Hamilton war Schnellster. Esteban Ocon stellte seinen Wagen mit einem technischen Defekt am Streckenrand ab und setzte keine Zeit, er qualifizierte sich somit nicht für den Grand Prix. Außer ihm schieden die Renault- und die Sauber-Piloten sowie Kwjat aus.
Der zweite Abschnitt (Q2) dauerte 15 Minuten. Die schnellsten zehn Piloten qualifizierten sich für den dritten Teil des Qualifyings. Hamilton war Schnellster. Genau wie Rosberg fuhr er seine beste Zeit auf der Soft-Mischung. Carlos Sainz jr., die McLaren-Piloten, Wehrlein, Grosjean und Felipe Massa schieden aus. Mit Gutiérrez erreichte zum ersten Mal ein Haas-Pilot das Q3.
Der finale Abschnitt (Q3) ging über eine Zeit von zwölf Minuten, in denen die ersten zehn Startpositionen vergeben wurden. Hamilton fuhr mit einer Rundenzeit von 1:21,135 Minuten die Bestzeit vor Rosberg und Vettel. Es war die 56. Pole-Position für Hamilton, davon die siebte der Saison.
Grosjean wurde wegen des Getriebewechsels im Anschluss an das dritte freie Training um fünf Startplätze nach hinten versetzt.

### Rennen
Hamilton startete schlecht und wurde von seinem Teamkollegen Rosberg, Vettel, Räikkönen, Bottas und Ricciardo überholt. Vettel versuchte in der ersten Schikane, Rosberg anzugreifen, doch der Mercedes-Pilot wehrte sich und übernahm die Führung und konnte im Anschluss einen komfortablen Vorsprung herausfahren, während Hamilton sich langsam zurück kämpfte und zunächst Ricciardo und kurz darauf Bottas überholte.
Hinten kam es in der zweiten Runde zu einer Berührung zwischen Palmer und Nasr, die beide zum Ausscheiden zwang, woraufhin der Brasilianer mit einer Strafe von zehn Sekunden belegt wurde.
In der 15. und 16. Runde wechselten die beiden Ferrari-Piloten die Reifen. Hamilton kletterte damit auf den zweiten Platz. Hinter den italienischen Autos, die nun auf den Plätzen drei und vier lagen, lag nun Grosjean, der allerdings von Bottas und Ricciardo rasch überholt wurde.
In der 24. Runde stoppte Rosberg um auf Medium-Reifen zu wechseln und macht daher bis zum Ende des Rennens keine weiteren Stopps. Die gleiche Strategie verfolgte auch Hamilton, der eine Runde später stoppte. Die Rangliste blieb unverändert, die beiden Mercedes lagen vor den beiden Ferrari. Die beiden italienischen Autos und Bottas machten zwischen der 30. und 34. Runde den jeweils zweiten Stopp. Der Williams-Pilot entschied sich wie Vettel für weiche Reifen, während sich Räikkönen für mittlere Reifen entschied. Ricciardo, der Bottas nach dessen Stopp überholte, stoppte in Runde 37 und zog Supersoft-Reifen auf. Der Australier kehrte hinter dem Finnen wieder auf die Strecke zurück. In Runde 47 überrascht Ricciardo Bottas in der ersten Schikane und belegte den fünften Platz. Eine Runde später machte auch der andere Red Bull-Fahrer, Verstappen, eine Position gut (siebter Platz) und überholte Pérez.
Hamilton hatte schlussendlich weder die Geschwindigkeit noch die Reifen, um seinen Teamkollegen Rosberg einzuholen, der das Rennen gewann. Vettel wurde Dritter vor seinem Teamkollegen Räikkönen. Ricciardo belegte den fünften Platz vor Bottas. Es war der 21. Sieg für Rosberg in der Formel-1-Weltmeisterschaft, davon der siebte der Saison. Außerdem stand Rosberg zum 50. Mal auf dem Podium. Hamilton erreichte im 14. Saisonrennen den elften Podestplatz, Vettel den sechsten. Die restlichen Punkteplatzierungen erzielten Verstappen, Pérez, Massa und Hülkenberg. Somit erreichten nur die zehn Erstplatzierten der Fahrerwertung die Punkteränge, die zudem für die fünf erstplatzierten Konstrukteure antraten.
In der Fahrer- und der Konstrukteurswertung blieben die ersten drei Plätze unverändert.

## Meldeliste
| Team                          | Nr. | Fahrer            | Chassis                | Motor                       | Reifen |
| ----------------------------- | --- | ----------------- | ---------------------- | --------------------------- | ------ |
| Mercedes AMG Petronas F1 Team | 44  | Lewis Hamilton    | Mercedes F1 W07 Hybrid | Mercedes-Benz PU106C Hybrid | P      |
| Mercedes AMG Petronas F1 Team | 06  | Nico Rosberg      | Mercedes F1 W07 Hybrid | Mercedes-Benz PU106C Hybrid | P      |
| Scuderia Ferrari              | 05  | Sebastian Vettel  | Ferrari SF16-H         | Ferrari 059/5               | P      |
| Scuderia Ferrari              | 07  | Kimi Räikkönen    | Ferrari SF16-H         | Ferrari 059/5               | P      |
| Williams Martini Racing       | 19  | Felipe Massa      | Williams FW38          | Mercedes-Benz PU106C Hybrid | P      |
| Williams Martini Racing       | 77  | Valtteri Bottas   | Williams FW38          | Mercedes-Benz PU106C Hybrid | P      |
| Red Bull Racing               | 03  | Daniel Ricciardo  | Red Bull RB12          | TAG Heuer                   | P      |
| Red Bull Racing               | 33  | Max Verstappen    | Red Bull RB12          | TAG Heuer                   | P      |
| Sahara Force India F1 Team    | 27  | Nico Hülkenberg   | Force India VJM09      | Mercedes-Benz PU106C Hybrid | P      |
| Sahara Force India F1 Team    | 11  | Sergio Pérez      | Force India VJM09      | Mercedes-Benz PU106C Hybrid | P      |
| Sahara Force India F1 Team    | 34  | Alfonso Celis     | Force India VJM09      | Mercedes-Benz PU106C Hybrid | P      |
| Renault Sport F1 Team         | 20  | Kevin Magnussen   | Renault R.S.16         | Renault Energy F1 2016      | P      |
| Renault Sport F1 Team         | 30  | Jolyon Palmer     | Renault R.S.16         | Renault Energy F1 2016      | P      |
| Scuderia Toro Rosso           | 26  | Daniil Kwjat      | Toro Rosso STR11       | Ferrari 059/4               | P      |
| Scuderia Toro Rosso           | 55  | Carlos Sainz jr.  | Toro Rosso STR11       | Ferrari 059/4               | P      |
| Sauber F1 Team                | 09  | Marcus Ericsson   | Sauber C35             | Ferrari 059/5               | P      |
| Sauber F1 Team                | 12  | Felipe Nasr       | Sauber C35             | Ferrari 059/5               | P      |
| McLaren Honda                 | 14  | Fernando Alonso   | McLaren MP4-31         | Honda RA616H                | P      |
| McLaren Honda                 | 22  | Jenson Button     | McLaren MP4-31         | Honda RA616H                | P      |
| Manor Racing MRT              | 94  | Pascal Wehrlein   | Manor MRT05            | Mercedes-Benz PU106C Hybrid | P      |
| Manor Racing MRT              | 31  | Esteban Ocon      | Manor MRT05            | Mercedes-Benz PU106C Hybrid | P      |
| Haas F1 Team                  | 08  | Romain Grosjean   | Haas VF-16             | Ferrari 059/5               | P      |
| Haas F1 Team                  | 21  | Esteban Gutiérrez | Haas VF-16             | Ferrari 059/5               | P      |

Anmerkungen
1. 1 2  Der Force India mit der Startnummer 34 wurde im ersten freien Training für Celis eingesetzt. Hülkenberg übernahm das Fahrzeug anschließend für das restliche Rennwochenende mit seiner Startnummer 27.

## Klassifikationen

### Qualifying
| Pos.                                                                      | Fahrer            | Konstrukteur         | Q1         | Q2       | Q3       | Start |
| ------------------------------------------------------------------------- | ----------------- | -------------------- | ---------- | -------- | -------- | ----- |
| 01                                                                        | Lewis Hamilton    | Mercedes             | 1:21,854   | 1:21,498 | 1:21,135 | 01    |
| 02                                                                        | Nico Rosberg      | Mercedes             | 1:22,497   | 1:21,809 | 1:21,613 | 02    |
| 03                                                                        | Sebastian Vettel  | Ferrari              | 1:23,077   | 1:22,275 | 1:21,972 | 03    |
| 04                                                                        | Kimi Räikkönen    | Ferrari              | 1:23,217   | 1:22,568 | 1:22,065 | 04    |
| 05                                                                        | Valtteri Bottas   | Williams-Mercedes    | 1:23,264   | 1:22,499 | 1:22,388 | 05    |
| 06                                                                        | Daniel Ricciardo  | Red Bull-TAG Heuer   | 1:23,158   | 1:22,638 | 1:22,389 | 06    |
| 07                                                                        | Max Verstappen    | Red Bull-TAG Heuer   | 1:23,229   | 1:22,857 | 1:22,411 | 07    |
| 08                                                                        | Sergio Pérez      | Force India-Mercedes | 1:23,439   | 1:22,922 | 1:22,814 | 08    |
| 09                                                                        | Nico Hülkenberg   | Force India-Mercedes | 1:23,259   | 1:22,951 | 1:22,836 | 09    |
| 10                                                                        | Esteban Gutiérrez | Haas-Ferrari         | 1:23,386   | 1:22,856 | 1:23,184 | 10    |
| 11                                                                        | Felipe Massa      | Williams-Mercedes    | 1:23,489   | 1:22,967 | –        | 11    |
| 12                                                                        | Romain Grosjean   | Haas-Ferrari         | 1:23,421   | 1:23,092 | –        | 17    |
| 13                                                                        | Fernando Alonso   | McLaren-Honda        | 1:23,783   | 1:23,273 | –        | 12    |
| 14                                                                        | Pascal Wehrlein   | Manor-Mercedes       | 1:23,760   | 1:23,315 | –        | 13    |
| 15                                                                        | Jenson Button     | McLaren-Honda        | 1:23,666   | 1:23,399 | –        | 14    |
| 16                                                                        | Carlos Sainz jr.  | Toro Rosso-Ferrari   | 1:23,661   | 1:23,496 | –        | 15    |
| 17                                                                        | Daniil Kwjat      | Toro Rosso-Ferrari   | 1:23,825   | –        | –        | 16    |
| 18                                                                        | Felipe Nasr       | Sauber-Ferrari       | 1:23,956   | –        | –        | 18    |
| 19                                                                        | Marcus Ericsson   | Sauber-Ferrari       | 1:24,087   | –        | –        | 19    |
| 20                                                                        | Jolyon Palmer     | Renault              | 1:24,230   | –        | –        | 20    |
| 21                                                                        | Kevin Magnussen   | Renault              | 1:24,436   | –        | –        | 21    |
| 22                                                                        | Esteban Ocon      | Manor-Mercedes       | keine Zeit | –        | –        | 22    |
| 107-Prozent-Zeit: 1:27,584 min (bezogen auf Q1-Bestzeit von 1:21,854 min) |                   |                      |            |          |          |       |

Anmerkungen
1. ↑  Grosjean wurde wegen eines vorzeitigen Getriebewechsels um fünf Startplätze nach hinten versetzt
2. ↑  Obwohl er sich nicht qualifiziert hatte, durfte Ocon starten, weil er im freien Training ausreichend schnell gewesen war

### Rennen
| Pos. | Fahrer            | Konstrukteur         | Runden | Stopps | Zeit        | Start | Schnellste Runde |
| ---- | ----------------- | -------------------- | ------ | ------ | ----------- | ----- | ---------------- |
| 01   | Nico Rosberg      | Mercedes             | 53     | 2      | 1:17:28,089 | 02    | 1:26,599 (26.)   |
| 02   | Lewis Hamilton    | Mercedes             | 53     | 2      | + 15,070    | 01    | 1:26,303 (27.)   |
| 03   | Sebastian Vettel  | Ferrari              | 53     | 1      | + 20,990    | 03    | 1:26,310 (48.)   |
| 04   | Kimi Räikkönen    | Ferrari              | 53     | 1      | + 27,561    | 04    | 1:26,016 (50.)   |
| 05   | Daniel Ricciardo  | Red Bull-TAG Heuer   | 53     | 1      | + 45,295    | 06    | 1:25,919 (52.)   |
| 06   | Valtteri Bottas   | Williams-Mercedes    | 53     | 1      | + 51,015    | 05    | 1:26,708 (46.)   |
| 07   | Max Verstappen    | Red Bull-TAG Heuer   | 53     | 2      | + 54,236    | 07    | 1:26,405 (50.)   |
| 08   | Sergio Pérez      | Force India-Mercedes | 53     | 1      | + 1:04,954  | 08    | 1:26,920 (40.)   |
| 09   | Felipe Massa      | Williams-Mercedes    | 53     | 1      | + 1:05,617  | 11    | 1:26,400 (50.)   |
| 10   | Nico Hülkenberg   | Force India-Mercedes | 53     | 1      | + 1:18,656  | 09    | 1:26,954 (40.)   |
| 11   | Romain Grosjean   | Haas-Ferrari         | 52     | 2      | + 1 Runde   | 17    | 1:27,227 (50.)   |
| 12   | Jenson Button     | McLaren-Honda        | 52     | 2      | + 1 Runde   | 18    | 1:26,354 (40.)   |
| 13   | Esteban Gutiérrez | Haas-Ferrari         | 52     | 2      | + 1 Runde   | 10    | 1:27,106 (42.)   |
| 14   | Fernando Alonso   | McLaren-Honda        | 52     | 2      | + 1 Runde   | 12    | 1:25,340 (51.)   |
| 15   | Carlos Sainz jr.  | Toro Rosso-Ferrari   | 52     | 2      | + 1 Runde   | 15    | 1:26,751 (41.)   |
| 16   | Marcus Ericsson   | Sauber-Ferrari       | 52     | 2      | + 1 Runde   | 19    | 1:28,552 (37.)   |
| 17   | Kevin Magnussen   | Renault              | 52     | 1      | + 1 Runde   | 21    | 1:27,618 (52.)   |
| 18   | Esteban Ocon      | Manor-Mercedes       | 51     | 1      | + 2 Runden  | 22    | 1:28,534 (51.)   |
| –    | Daniil Kwjat      | Toro Rosso-Ferrari   | 3      | 0      | DNF         | 16    | 1:28,037 (35.)   |
| –    | Pascal Wehrlein   | Manor-Mercedes       | 1      | 0      | DNF         | 13    | 1:28,723 (18.)   |
| –    | Jolyon Palmer     | Renault              | 1      | 0      | DNF         | 20    | 1:31,361 (04.)   |
| –    | Felipe Nasr       | Sauber-Ferrari       | 0      | 0      | DNF         | 18    | –                |

## WM-Stände nach dem Rennen
Die ersten zehn des Rennens bekamen 25, 18, 15, 12, 10, 8, 6, 4, 2 bzw. 1 Punkt(e).

### Fahrerwertung
| Pos. | Fahrer           | Konstrukteur                            | Punkte |
| ---- | ---------------- | --------------------------------------- | ------ |
| 01   | Lewis Hamilton   | Mercedes                                | 250    |
| 02   | Nico Rosberg     | Mercedes                                | 248    |
| 03   | Daniel Ricciardo | Red Bull-TAG Heuer                      | 161    |
| 04   | Sebastian Vettel | Ferrari                                 | 143    |
| 05   | Kimi Räikkönen   | Ferrari                                 | 136    |
| 06   | Max Verstappen   | Red Bull-TAG Heuer / Toro Rosso-Ferrari | 121    |
| 07   | Valtteri Bottas  | Williams-Mercedes                       | 70     |
| 08   | Sergio Pérez     | Force India-Mercedes                    | 62     |
| 09   | Nico Hülkenberg  | Force India-Mercedes                    | 46     |
| 10   | Felipe Massa     | Williams-Mercedes                       | 41     |
| 11   | Fernando Alonso  | McLaren-Honda                           | 30     |
| 12   | Carlos Sainz jr. | Toro Rosso-Ferrari                      | 30     |

| Pos. | Fahrer            | Konstrukteur                            | Punkte |
| ---- | ----------------- | --------------------------------------- | ------ |
| 13   | Romain Grosjean   | Haas-Ferrari                            | 28     |
| 14   | Daniil Kwjat      | Toro Rosso-Ferrari / Red Bull-TAG Heuer | 23     |
| 15   | Jenson Button     | McLaren-Honda                           | 17     |
| 16   | Kevin Magnussen   | Renault                                 | 6      |
| 17   | Pascal Wehrlein   | Manor-Mercedes                          | 1      |
| 18   | Stoffel Vandoorne | McLaren-Honda                           | 1      |
| 19   | Esteban Gutiérrez | Haas-Ferrari                            | 0      |
| 20   | Jolyon Palmer     | Renault                                 | 0      |
| 21   | Marcus Ericsson   | Sauber-Ferrari                          | 0      |
| 22   | Felipe Nasr       | Sauber-Ferrari                          | 0      |
| 23   | Rio Haryanto      | Manor-Mercedes                          | 0      |
| 24   | Esteban Ocon      | Manor-Mercedes                          | 0      |

### Konstrukteurswertung
| Pos. | Konstrukteur         | Punkte |
| ---- | -------------------- | ------ |
| 1    | Mercedes             | 498    |
| 2    | Red Bull-TAG Heuer   | 290    |
| 3    | Ferrari              | 279    |
| 4    | Williams-Mercedes    | 111    |
| 5    | Force India-Mercedes | 108    |
| 6    | McLaren-Honda        | 48     |

| Pos. | Konstrukteur       | Punkte |
| ---- | ------------------ | ------ |
| 07   | Toro Rosso-Ferrari | 45     |
| 08   | Haas-Ferrari       | 28     |
| 09   | Renault            | 6      |
| 10   | Manor-Mercedes     | 1      |
| 11   | Sauber-Ferrari     | 0      |